# Юмурчен (село)
Юмурче́н — село в Тунгокоченском районе Забайкальского края России. Находится на межселенной территории.

## География
Село находится на левом берегу реки Юмурчен, в 5 км юго-восточнее от места её впадения в реку Витим, на расстоянии 300 км (по зимнику) к северо-западу от села Верх-Усугли, административного центра района.

### Часовой пояс
Село Юмурчен, как и весь Забайкальский край, находится в часовой зоне МСК+6. Смещение применяемого времени относительно UTC составляет +9:00.

## История
Заселение этих мест началось в 1914—1915 годах семьями тунгусских охотников и оленеводов. С открытием золотых приисков продолжилось строительство села, в 1932 году открылась школа, в 1934 году — отделение связи, в 1936 году — клуб, в 1941 году — медпункт. В 1938 году организован колхоз «Путь Ленина», с 1967 года ставший участком Витимского госпромхоза (занимались оленеводством и скотоводством, существовала ферма по разведению лисиц и песцов). До 1990-х годов функционировал аэропорт.

## Население
| 1989 | 2002 | 2010 | 2021 |
| ---- | ---- | ---- | ---- |
| 155  | ↘121 | ↘118 | ↘98  |

## Инфраструктура
В селе функционируют начальная школа, детский сад, фельдшерско-акушерский пункт, метеостанция, электростанция, отделение связи, взлетно-посадочная полоса.